# Kanton Bergerac-2
Der Kanton Bergerac-2 ist ein Wahlkreis im Arrondissement Bergerac, im Département Dordogne und in der Region Nouvelle-Aquitaine in Frankreich.

## Geschichte
Der Kanton wurde am 4. März 1790 im Zuge der Einrichtung der Départements als Teil des damaligen "Distrikts Bergerac" gegründet. Mit der Gründung der Arrondissements am 17. Februar 1800 wurde der Kanton als Teil des damaligen Arrondissements Bergerac neu zugeschnitten.
Siehe auch Geschichte Dordogne und Geschichte Arrondissement Bergerac.

## Geografie
Der Kanton grenzt im Norden an den Kanton Bergerac-1, im Osten an den Kanton Lalinde, im Süden an die Kantone Issigeac und Sigoulès und im Westen an den Kanton La Force.

## Gemeinden
Der Kanton besteht aus zehn Gemeinden und Gemeindeteilen mit insgesamt 18.579 Einwohnern (Stand: 1. Januar 2022) auf einer Gesamtfläche von 135,86 km²:
| Gemeinde              | Einwohner 1. Januar 2022 | Fläche km² | Dichte Einw./km² | Code INSEE | Postleitzahl |
| --------------------- | ------------------------ | ---------- | ---------------- | ---------- | ------------ |
| Bergerac              | 8.885                    | 26,12      | 340              | 24037      | 24100        |
| Cours-de-Pile         | 1.563                    | 10,81      | 145              | 24140      | 24520        |
| Creysse               | 1.738                    | 11,02      | 158              | 24145      | 24100        |
| Lamonzie-Montastruc   | 692                      | 20,66      | 33               | 24224      | 24520        |
| Lembras               | 1.255                    | 10,59      | 119              | 24237      | 24100        |
| Mouleydier            | 1.155                    | 8,49       | 136              | 24296      | 24520        |
| Queyssac              | 530                      | 12,35      | 43               | 24345      | 24140        |
| Saint-Germain-et-Mons | 893                      | 14,13      | 63               | 24419      | 24520        |
| Saint-Nexans          | 1.013                    | 12,38      | 82               | 24472      | 24520        |
| Saint-Sauveur         | 855                      | 9,31       | 92               | 24499      | 24520        |
| Kanton Bergerac-2     | 18.579                   | 135,86     | 137              | 2402       | –            |

1. ↑   Nur der östliche Teil der Gemeinde, der Rest gehört zum Kanton Bergerac-1.

Bis zur landesweiten Neuordnung der französischen Kantone im März 2015 gehörten zum Kanton Bergerac-2 die elf Gemeinden Bergerac, Cours-de-Pile, Creysse, Lamonzie-Montastruc, Lembras, Mouleydier, Queyssac, Saint-Germain-et-Mons, Saint-Laurent-des-Vignes, Saint-Nexans und Saint-Sauveur. Er besaß vor 2015 einen anderen INSEE-Code als heute, nämlich 2448.